# 丘天祐
丘天祐（1454年—？），字恒吉，福建興化府莆田縣人，軍籍，明朝政治人物。

## 生平
福建鄉試第十七名。成化十七年（1481年），登進士。授浙江瑞安县知县。改廣東饒平縣知縣，有政绩。丁忧去官，弘治七年（1494年）服闕，授监察御史，弹劾不避权贵。先後巡按广西、陕西，弘治十一年（1498年）劾宦官李广招权纳贿之罪。忤旨，廷杖六十，下锦衣狱。不久得释。弘治十七年（1504年）十一月，丁忧服阕，由陕西道监察御史除浙江道。居臺諫近十三年，以疾乞归。

## 家族
曾祖丘聲遠；祖父丘孔輔；父丘宗勉。嫡母佘氏；生母蘇氏。具慶下。